# 보스 (일본의 기업)
보스 주식회사(ボス 株式会社)는 일본의 이펙터 제조 업체이다. 1973년 3월 13일 오사카시에서 카케하시 이쿠타로가 롤랜드의 산하 브랜드로 설립하였다. 처음 설립할 당시의 이름은 MEG Electronics였으나, 후에 보스(Boss)라는 이름으로 바뀌었다.

## 역사
카케하시 이쿠타로는 1960년에 Ace Electronic라는 악기 제조 회사를 설립하였다. 1972년, 그는 회사를 그만두고 롤랜드라는 회사를 새로 설립하였다. 그로부터 1년 후인 1973년, Ace Electronics의 전 직원이었던 사람들 중 대다수가 그를 따라서 롤랜드에 들어가길 원했다. 하지만 회사 구조상 그 직원들을 모두 받을만한 공간이 없었고, 그래서 설립한 것이 MEG Electronics였다. MEG Electronics의 첫 제품이 출시되기 직전, Meg가 서양에서 흔한 여자 아이 이름이라는 것을 알게 된 카케하시는 회사의 이름을 바꾸기로 결정했다. 그는 리더십을 함양한 이름을 원했고, 그 결과 보스(Boss)라는 이름이 탄생하였다.
보스의 로고가 붙은 첫 제품은 1974년 출시된 어쿠스틱 프리앰프 B-100이다. 하지만 아직 회사가 형성되기 전이기 때문에, 기술적으로는 Beckmen Musical Instruments의 제품이었다. 제품 하단부에도 "A product of Beckmen Musical Instruments Inc"라고 씌여있다.
보스의 첫 이펙터 제품은 1976년 출시된 스테레오 아날로그 코러스 CE-1이다. CE-1은 모회사인 롤랜드의 제품인 J-120 기타 앰프의 회로를 따온 것으로 크기는 일반 콤팩트 페달에 비해 큰 편이다. CE-1의 가격은 매우 비싼 편이었기 때문에 처음에는 잘 팔리지 않았다. 게다가 그 당시에는 아직 모노를 많이 썼기 때문에 이 제품의 큰 장점을 활용하지 못했다. 하지만 1970년대 말, 많은 기타리스트들이 무대에서 스테레오 앰프를 사용하기 시작하면서 CE-1의 수요가 급격히 증가했다. 이 제품으로 인하여 보스는 이펙터 제작 분야의 선두주자가 되었다.
1977년, 보스의 첫 콤팩트 페달 시리즈 OD-1, PH-1, SP-1 이 출시되었다. OD-1 역시 CE-1과 마찬가지로 출시 직후의 반응은 좋지 못했다. 그 당시에 주류를 이루고 있던 이펙터는 퍼즈였는데, OD-1은 퍼즈만큼 사운드를 많이 왜곡시키지 않았기 때문이다. 보스는 프로 기타리스트들에게 프로토타입을 시험하게 해보았지만, 기타리스트들은 고음역이 떨어진다는 이유로 좋아하지 않았다. 하지만 출시 이후 OD-1이 만들어내는 새로운 소리에 많은 기타리스트들이 매료되었고, 곧 기타 사운드의 새로운 표준이 되었다.
그 뒤를 이어서 1978년에는 보스 제품 중에 가장 오랜 기간인 24년 7개월 동안 팔린 DS-1, 보스의 첫 콤팩트 코러스 페달인 CE-2, 와우 페달인 TW-1 등이 출시되었다. 1983년에는 세계 최초의 디지털 딜레이 콤팩트 페달인 DD-2가, 1987년에는 세계 최초의 리버브 콤팩트 페달인 RV-2가 출시되었다. 1988년에는 보스 이펙터 페달의 새로운 타입이자 세계 최초의 멀티 이펙터인 ME-5가 출시되었다. 2001년에는 보스의 새로운 이펙터 페달 타입인 트윈 페달 타입의 이펙터를 소개하였다. GP-20, EQ-20 그리고 RC-20가 이에 속한다.
베이스, 기타 이펙터 뿐만 아니라 보스는 1980년 첫 리듬머신인 DR-55를 출시하기도 했으며, 1996년에는 보이스 이펙터인 VT-1을 출시하였다. 이외에도 디지털 레코더인 BR1180CD, 메트로놈 등을 출시하였다.
가장 최근에 출시된 제품은 와우 페달인 PW-3 와 기타 신디사이저인 SY-300 이 있다,

## 타이완으로 이전
1980년대에 들어서서, 도카이나 아이바네즈 등의 회사들이 보스 이펙터의 대체품들을 내놓았다. 가격은 보스보다 저렴했으나 사운드 면에서나 디자인 면에서나 보스 페달에 미치지 못했기 때문에 보스는 가격을 낮출 필요성을 느끼지 못했다. 1986년, 야마하가 보스의 대항책으로 SDS 페달을 내놓았을 때에도 큰 위협이 되지 못하였다. 하지만 1980대 후반, DOD 같은 브랜드들이 더 좋은 사운드, 더 좋은 디자인의 페달들을 더 싼 가격에 내놓기 시작하면서 보스는 큰 위협을 받기 시작했다. 더 이상 낮은 가격이 낮은 성능을 의미하지 않았다. 보스가 시장에서 살아남기 위해서는 제품의 가격을 낮춰야만 했다. 결국 1988년, 보스는 대대적인 가격 인하에 나섰다.
그러나 모든 제품의 가격을 낮추진 못했다. 딜레이나 리버브 이펙터에 사용되는 디지털 칩은 그 당시 가격이 폭락했기 때문에 그 칩을 이용하는 이펙터들은 크게 가격을 낮출 수 있었다. 하지만 아날로그 이펙터들의 경우, 그런 재료 상의 이점을 누릴 수 없었기 때문에 가격 인하를 위해서는 제조 원가를 낮춰야만 했다. 그래서 보스는 몇몇 코러스, 오버드라이브, 디스토션 페달들의 생산을 인건비가 싼 타이완으로 옮겼다. 제품의 생산을 점차 타이완으로 계속 옮기면서, 보스는 다시금 이펙터 페달 시장에서의 경쟁력을 갖출 수 있게 되었다.

## 이펙터 타입
보스 기타 이펙터는 크게 콤팩트 페달, 트윈 페달, 멀티 이펙터로 나눌 수 있다.

### 콤팩트 페달
스톰프박스(stompbox), 스톰프형 이펙터라고 부르기도 한다.
1977년 첫 콤팩트 페달 OD-1의 출시 이후, 보스는 콤팩트 페달의 디자인을 하나로 고수해왔다. 크게 몸체와 페달 부분, 이렇게 두 파트로 구성되어 있는데 두 파트 모두 다이캐스트 알루미늄으로 이루어져 있어 매우 단단하고 가볍다. 크기는 가로 70mm, 세로 125mm, 높이 55mm이다. 스위치 on/off 여부를 알려주는 LED 등이 있고, 위 아래로 미끄럼 방지 고무판이 부착되어 있으며, 풋 스위치는 클릭 소리를 제거해주는 silent FET switching 방식을 사용한 구조이다. 배터리를 넣어서 사용할 수도 있고, DC 어댑터를 연결하여 사용할 수도 있다. 또한 이 페달의 특수한 구조는 페달을 밟을 때에 우연히 노브가 움직일 가능성을 방지한다. 내부에는 임피던스를 낮춰주는 버퍼가 있어 잡음과 음압 손실을 막아준다.
이 디자인으로 보스는 2011년 Good Design Long Life Design Award를 수상하였다.

#### 제품
- OD 시리즈 : od-1
- DS 시리즈 : ds-1
- DD 시리즈 : dd-3
- CS 시리즈 : cs-3
- RV 시리즈
- FZ 시리즈
- PH 시리즈
- PS 시리즈

### 트윈 페달

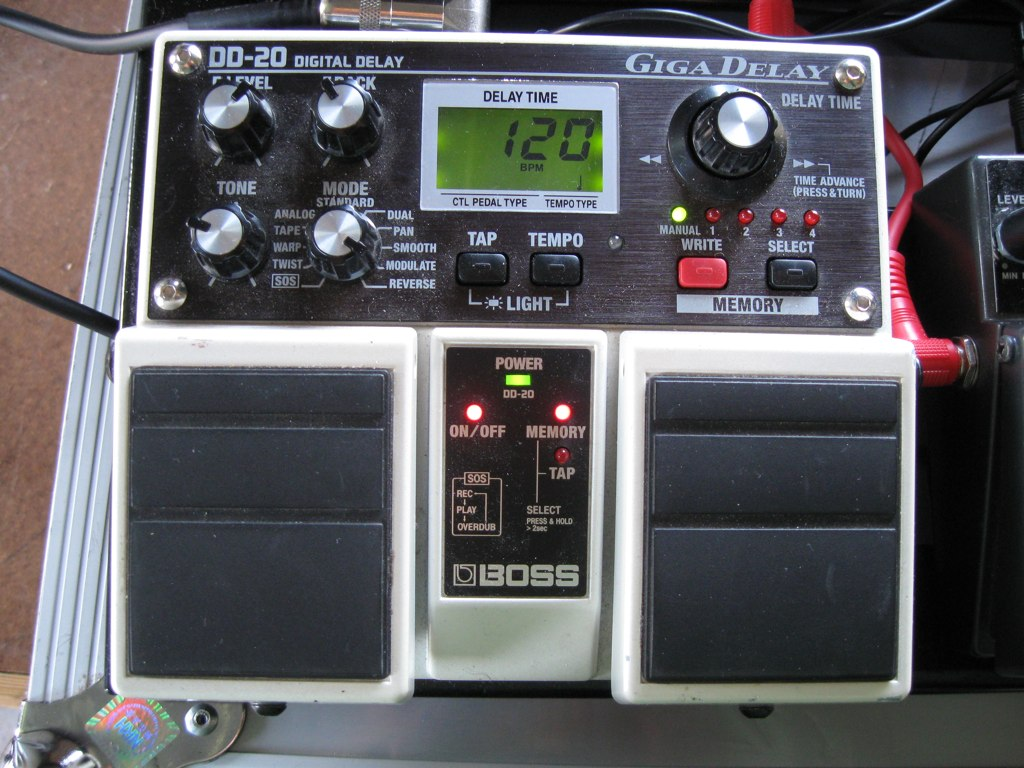
보스의 트윈페달 DD-20 기가 딜레이

2001년에 처음으로 소개된 트윈 페달은 콤팩트 페달과 멀티 이펙터의 중간 단계라고 보면 된다. 밟을 수 있는 페달이 2개 있다. 콤팩트 페달보다는 더 많은 기능들을 제공하면서도 멀티 이펙터처럼 복잡하지는 않다. 보통 왼쪽 페달은 이펙터 on/off 스위치이고, 오른쪽 페달은 딜레이나 에코의 경우 탭 템포, 메모리 기능이 있는 트윈 페달의 경우 저장된 세팅을 불러오는 역할을 한다.

#### 제품
- CE-20
- DD-20
- EQ-20
- GP-20
- RC-20
- OD-20

### 멀티 이펙터

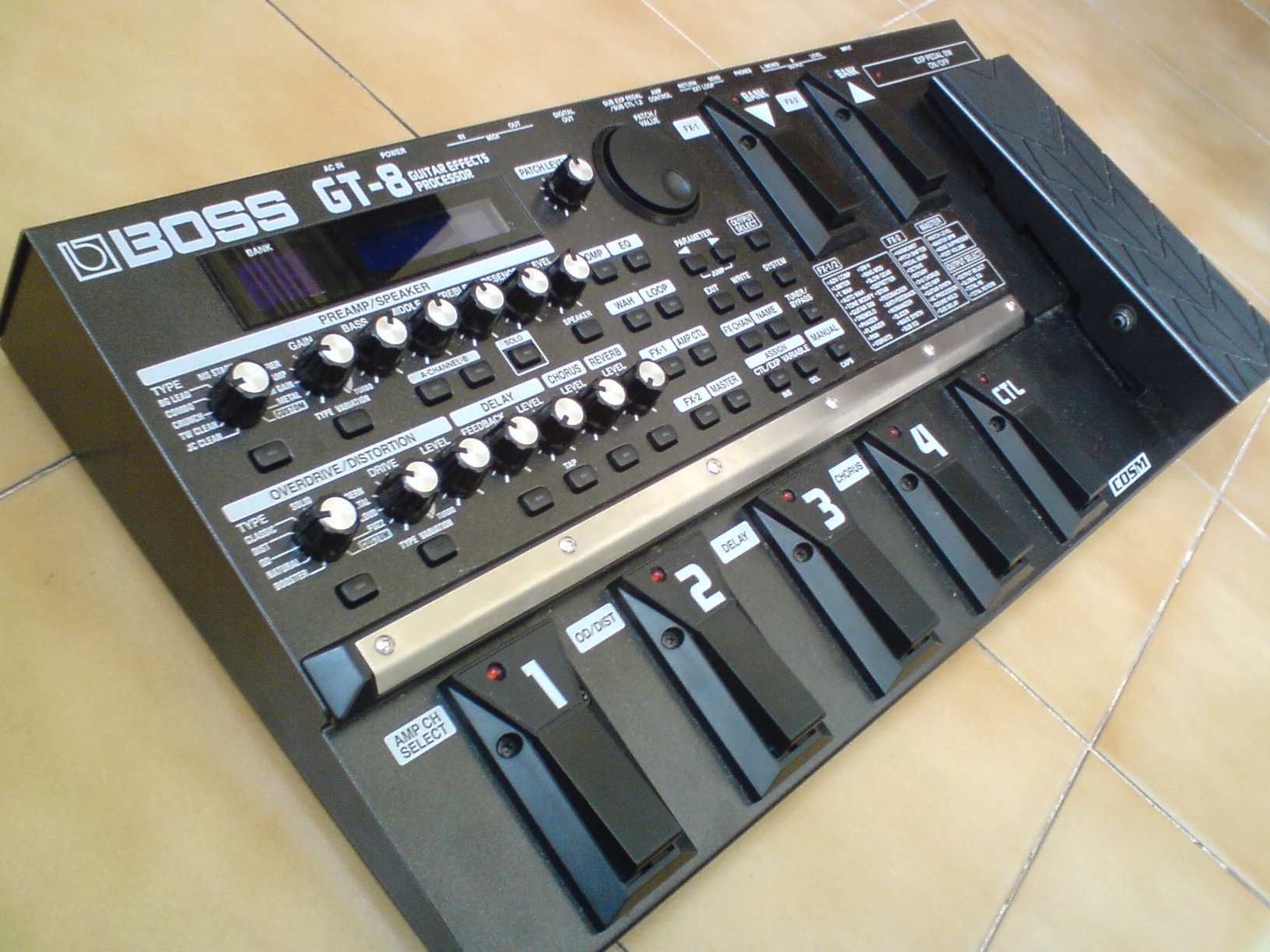
보스의 멀티 이펙터 GT-8

여러 가지 기능들이 하나의 이펙터 안에 내장되어 있는 형태이다. 콤팩트 페달에 비하여 조작이 어려운 편이고 가격도 비싸지만 하나의 이펙터 안에 distortion, overdrive, delay, chorus 등의 기능들이 전부 들어있기 때문에 콤팩트 페달 여러 개를 따로따로 살 필요가 없다. 다만, 이미 하나에 특정한 기능이 내장되어 있기 때문에 콤팩트 페달에 비해 톤 메이킹의 자유도가 떨어질 수 있고 사용하지 않는 기능들이 많을 수도 있다.

#### 제품
- GT 시리즈
- GT-1
- GT-3
- GT-5
- GT-6
- GT-8
- GT-10
- GT-100
- GT-1000(2018 남쇼에서 처음 선을 보였다. 어째 점점 Line6를 닮아가는 듯...)
- ME 시리즈

## 보스 톤 센트럴
보스 톤 센트럴(Boss Tone Central)이란, 미리 등록되어 있는 프로 기타리스트들의 보스 제품을 이용한 기타 톤을 다운받을 수 있는 사이트이다. 단, 톤을 다운 가능한 제품은 GT-100 ver.2, GT-001, ME-80, ME-25, GP-10, SY-300 로 한정되어 있다. 대한민국에서는 유일하게 N.EX.T의 기타리스트 김세황의 톤이 등록되어 있다.